# 孙志远

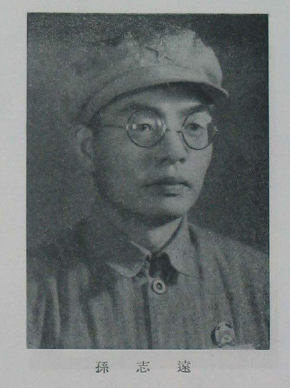

孙志远（1911年10月12日—1966年10月11日）原名秉哲，曾用名国柱、建安，生于河北省定县大王耨村，1929年加入共产主义青年团，1930年转为中国共产党党员。中共第八届中央委员会候补委员、政协第三届全国委员会常委、国务院国防工业办公室副主任、第三机械工业部部长。

## 生平
孙志远1928年考入北平师范大学理科预科，1929年参加中国共产主义青年团，1930年转入中国共产党。1937年以前，一直在白区（即国民党统治区）工作。
1937年11月上旬，受八路军晋察冀军区派遣，赶到在高阳县城的东北军第五十三军第116师第231旅第六九一团（缺第二营）吕正操部“小樵易帜”改编的“人民自卫军”，组建并担任政治部主任。后历任冀中军区政治部主任，晋绥军区政治部副主任，晋绥野战军政治部主任，纵队政治委员，兵团政治部主任。
中华人民共和国成立后，历任西南军政委员会秘书长，中央人民政府政务院副秘书长，国务院第三办公室副主任，国家经济委员会副主任，第三机械工业部部长等职。在担任西南军政委员会秘书长期间，曾参加西藏和平解放谈判，并参与签订《十七条协议》。1958年，在中国共产党第八次全国代表大会第二次会议上，当选为中国共产党中央委员会候补委员。他还担任中华人民共和国国防委员会委员、中国人民政治协商会议全国委员会委员等职务。
1966年10月11日，孙志远因病在北京逝世，享年55岁。

## 家庭
- 妻：赵磊。曾任北京邮电学院党委副书记。[5]
- 养子：孙巨，原名李巨一。1945年生。是李井泉、肖里夫妇第三个儿子。名字“巨一”出自毛泽东在中共七大总结报告中提到的“巨大统一”。孙志远、赵磊夫妇是李井泉、肖里的婚姻介绍人。赵磊在战争年代接受节育手术，失去生育能力。李井泉将李巨一送给孙志远夫妇，改姓名为孙巨。孙巨自北京四中毕业后考进清华大学无线电系，1980年留学美国，获南加利福尼亚大学电子工程博士学位。回中国后进入康华公司及中国科协，担任中国国际经济技术开发中心总经理。1993年进入招商局集团直到2006年退休，历任招商局集团北京公司副总经理，招商局集团金融中心、企业部、技术部总经理。孙巨之妻是中国人民解放军空军总医院眼科医生赖迎利（开国上将赖传珠之女，孙志远的外甥女）。[5]